# Christisonia flammea
Christisonia flammea là loài thực vật có hoa thuộc họ Cỏ chổi. Loài này được Sedgw. mô tả khoa học đầu tiên năm 1921.